# إدوارد غراف
إدوارد غراف (بالإنجليزية: Edward Graff)‏ هو لاعب اتحاد الرغبي أمريكي، ولد في 20 أغسطس 1897 في سان فرانسيسكو في الولايات المتحدة، وتوفي في 19 مارس 1954.

## وصلات خارجية
- إدوارد غراف عل موقع إسبنسكروم (الإنجليزية)
- إدوارد غراف على موقع أوليمبيديا (الإنجليزية)